# Kasteel van Arenberg
Kasteel van Arenberg är ett slott i Belgien.   Det ligger i provinsen Flamländska Brabant och regionen Flandern, i den centrala delen av landet, 23 km öster om huvudstaden Bryssel. Kasteel van Arenberg ligger 24 meter över havet.
Terrängen runt Kasteel van Arenberg är huvudsakligen platt. Kasteel van Arenberg ligger nere i en dal. Runt Kasteel van Arenberg är det tätbefolkat, med 266 invånare per kvadratkilometer.. Närmaste större samhälle är Leuven, 2,2 km nordost om Kasteel van Arenberg. 
Runt Kasteel van Arenberg är det i huvudsak tätbebyggt.